# Chris Cillizza
Christopher Michael Cillizza (nacido el 20 de febrero de 1976) es un comentarista político estadounidense colaborador del canal de noticias CNN. Antes de unirse a CNN, escribió para «The Fix», el blog político diario de The Washington Post,  donde fue colaborador habitual. También fue un colaborador frecuente en Meet the Press y analista político de MSNBC. Cillizza también es coanfitrión del podcast deportivo The Tony Kornheiser Show.

## Primeros años y educación
Cillizza nació y se crio en Marlborough (Connecticut). Asistió a la Escuela Loomis Chaffee (a la que a veces se refiere en broma como la "Escuela Loomis Chaffee para los ricos" tomando prestada una línea de Tony Kornheiser) un internado independiente en Windsor, Connecticut. Se graduó en 1994. Asistió a la Universidad de Georgetown de 1994 a 1998, donde se graduó con una licenciatura en filología inglesa. Actualmente reside en Falls Church (Virginia) con su esposa y dos hijos. Es de ascendencia siciliana e irlandesa.

## Carrera profesional
Después de trabajar como novelista y más tarde como pasante para el escritor conservador George Will, Cillizza comenzó su carrera en el periodismo. Inicialmente deseaba trabajar en el área de los deportes, pero decidió que los deportes "serían menos divertidos" que la política. Más tarde trabajó en el periódico Roll Call de Washington D. C. antes de unirse a The Washington Post. Para el  Cook Report cubrió las elecciones de gobernador y las elecciones de la Casa del sur. Escribió una columna sobre política para Congress Daily. Durante sus cuatro años en Roll Call, al que se incorporó en junio de 2001, informó sobre la política de campaña desde el nivel presidencial hasta el congresional, y terminó su tiempo en Roll Call como corresponsal del periódico en la Casa Blanca.
Su trabajo independiente ha aparecido en publicaciones como The Atlantic Monthly, Washingtonian y Slate. También ha sido invitado en CNN, Fox News Channel y MSNBC. Después de múltiples apariciones como invitado en la red, fue nombrado, analista político de MSNBC, cargo al que renunció cuando aceptó un puesto en CNN. También es un panelista frecuente en Meet the Press.

### «The Fix»
Cillizza fundó el blog «The Fix» en 2005 y escribió para él de forma regular hasta que se unió a CNN en 2017. El enfoque del blog era la política electoral estadounidense, con Cillizza comentando sobre elecciones para gobernador, congresistas y presidenciales. Fue el anfitrión del chat en vivo semanal de «The Fix». Cilizza también supervisó un concurso de trivia mensual llamado «Política y pintas» en el bar Capitol Lounge de Washington D. C.

### Medios de comunicación
De 2007 a 2008, Cillizza fue coanfitrión de MySpace / MTV Presidential Dialogues, que acogió a John McCain, Barack Obama y otros en una serie de eventos presidenciales interactivos transmitidos en vivo. Cillizza y su colega columnista de The Washington Post Dana Milbank aparecieron en una serie de videos de humor llamados «Mouthpiece Theatre», presentado por The Washington Post. Una protesta siguió a un video en el que, durante una discusión de la «Cumbre de la cerveza» de la Casa Blanca, eligieron nuevas marcas para varias personas, incluida «Mad Bitch Beer» para Hillary Clinton. Ambos hombres se disculparon por el video y la serie fue cancelada.
En julio de 2012, Broadway Books (una división de Penguin Random House) lanzó su libro, El Evangelio según el arreglo. Escrito en un formato similar a un blog, contiene listas como "Los 10 mejores / peores anuncios negativos", así como cobertura de los "profundos odios personales que provoca la política" y predicciones para las elecciones presidenciales del 2012 y del 2016.
Desde 2014, Cillizza ha sido coanfitrión habitual de The Tony Kornheiser Show. 

### CNN
El 3 de abril de 2017, Cillizza se unió a CNN como "reportera política y editora digital en general", contribuyendo en línea y en televisión.
El 28 de junio de 2017, CNN Politics anunció el lanzamiento de «The Point with Chris Cillizza». Según el comunicado de prensa oficial, la nueva "marca multiplataforma" incluirá "columnas diarias, análisis al aire, un boletín vespertino, un podcast y el lanzamiento de eventos nocturnos de trivia en Washington, DC". El programa que está en YouTube lanza videos de análisis político presentados por Cillizza todos los martes y jueves.
Cillizza también publica trivia de política en su cuenta personal de Instagram los lunes, miércoles y viernes.